# سرخ‌پرک
سرخ‌پرک (نام علمی: Quelea) نام یک سرده از تیره مرغ جولا است.

## گونه ها
- سرخ‌پرک کاردینال, Quelea cardinalis
- سرخ‌پرک سرسرخ, Quelea erythrops
- سرخ‌پرک نوک‌سرخ, Quelea quelea